# Сенека, Джо
Джо Сенека англ. Joe Seneca, имя при рождении — Джоэл МакГи (англ. Joel McGhee), 14 января 1919 года, Кливленд, штат Огайо, США — 15 августа 1996 года, Нью-Йорк) — американский актёр.

## Биография
Афроамериканец по происхождению. Первоначально приобрел известность как музыкант, участник группы «The Three Riffs», и автор песен, которые исполнялись и записывались и другими музыкантами, такими, как Бренда Ли, The Beach Boys, Литл Вилли Джон, Айк и Тина Тёрнеры. Затем приобрел определённую известность в качестве актёра, снимался в фильмах (см. избранную фильмографию ниже), клипах и сериалах. Умер от астмы в возрасте 77 лет.

## Избранная фильмография
| Год  |   | Русское название          | Оригинальное название        | Роль                                                 |
| ---- | - | ------------------------- | ---------------------------- | ---------------------------------------------------- |
| 1982 | ф | Вердикт                   | The Verdict                  | Доктор Томпсон                                       |
| 1986 | ф | Перекресток               | Crossroads                   | Старый блюзмен Вилли Браун, его ученик — Ральф Мачио |
| 1988 | ф | Капля                     | The Blob                     | Доктор Меддоуз                                       |
| 1991 | ф | Миссисипская масала       | Mississippi Masala           | Уиллибен Уильямс                                     |
| 1993 | ф | Святой из Форт-Вашингтона | The Saint of Fort Washington | Спитс                                                |